# Puya paupera
Puya paupera là một loài thực vật có hoa trong họ Bromeliaceae. Loài này được Mez miêu tả khoa học đầu tiên năm 1906. Chúng là loài đặc hữu của Bolivia.